# Пафаднам, Хамадо
Хамадо Пафаднам (фр. Hamado Pafadnam; род. 1 января 1974) — буркинийский шоссейный велогонщик.

## Карьера
В 1999 году стал третьим на чемпионате Буркина-Фасо в групповой гонке. В том же 1999 году Mediapro снял документальный фильм El Tour de los hombres íntegros, в котором Пафаднам признался, что его мечтой было тренировать в Европе, чтобы выиграть Тур дю Фасо который проходит в его стране и является самой важной велогонкой в Африке. Годом ранее, в 1998 году, на Тур дю Фасо он выиграл несколько этапов.
В марте 2000 и 2001 годах выиграл два первых издания ивуарийской гонки Тур де л’ор блан.
В 2002 году Пафаднам подписал контракт с любительской командой Cafés Baqué, став первым темнокожим велосипедистом, выступавшим в составе испанской велосипедной команды.  В её составе он выступал в велосипедном календаре Басков—Наварры, но не смог финишировать ни в одной гонке указанного календаря. В ноябре в составе Cafés Baqué стартовал на Тур дю Фасо, но не сумел выиграть на нём ни одного этапа, а в генеральной классификации занял только третье место.
Его плохие результаты и положительный результат допинг-теста на гормон роста на вышеупомянутом Тур де Фасо 2002 года стали причиной того, что он поспешно отказался от идеи стать профессиональным велогонщиком и начал обучаться на велосипедного механика.

## Достижения
1998
7-й, 9-й, 10-й и 11-й этапы на Тур дю Фасо
1999
3-й на Чемпионат Буркина-Фасо — групповая гонка
2000
Тур де л’ор блан
2001
Тур де л’ор блан
2002
Рут де амити
3-й на Тур дю Фасо